# قضیه همپاری
قضیهٔ همپاری (انگلیسی: Equipartition theorem) که گاهی با نام‌های اصل همپاری انرژی یا همپاری خوانده می‌شود، قضیه‌ای در مکانیک آماری است که بیان می‌دارد، انرژی در تعادل گرمایی، مستقل از درجه آزادی به همه اقسام خود به صورتی مساوی تسهیم می‌شود. برای نمونه، میانگین انرژی جنبشی بر درجهٔ آزادی برای حرکت انتقالی یک ذره با حرکت چرخشی آن برابر است.